# Jovis Fossae
Le Jovis Fossae sono una struttura geologica della superficie di Marte.